# Alfred Kastler

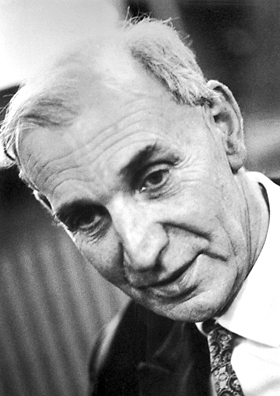
Alfred Kastler (1966)

Alfred Kastler (* 3. Mai 1902 in Gebweiler, Elsass; † 7. Januar 1984 in Bandol) war ein im damals zum Deutschen Reich gehörenden Elsass geborener französischer Physiker und erhielt 1966 den Nobelpreis für Physik.

## Leben und Wirken
Kastler besuchte das Lycée Bartholdi in Colmar. 1921 trat er in die École normale supérieure (ENS) in Paris ein. Nach seinem Studium arbeitete er ab 1926 als Physiklehrer am Lyzeum (Gymnasium) von Mülhausen, dann in Colmar und Bordeaux. 1931 bis 1936 war er Assistent von Pierre Daure an der Faculté de Science (Universität) Bordeaux, wo er (nach einer Zeit von zwei Jahren als Dozent 1936 bis 1938 in Clermont-Ferrand) 1938 bis 1941 Professor war. In seiner Zeit in Bordeaux entwickelte er sich zum Spezialisten für Atomspektroskopie (Raman-Spektroskopie, Fluoreszenzspektroskopie) 1941 ging er auf Einladung von Georges Bruhat nach Paris, um zunächst provisorisch die Physik-Abteilung an der ENS zu leiten. 1952 erhielt er eine Professur an der Faculté de Science in Paris. 1953/54 war er Gastprofessor in Löwen.
Kastler entwickelte zusammen mit Jean Brossel wichtige spektroskopische Methoden in der Atomphysik, wie die Doppelresonanzmethode (Kopplung optischer Anregung und Mikrowellen-Anregung) und vor allem den Effekt des "optischen Pumpens". Dieser lieferte die Grundlagen für die Theorie des Masers und des Lasers. Er war Direktor des Laboratoire de Spectroscopie Hertzienne des ENS ab 1951 bis zu seinem Rücktritt 1972 (danach war Brossel der Direktor, nachdem er vorher Vize-Direktor war). Heute ist das Labor nach Kastler und Brossel benannt.
Kastler erhielt Ehrendoktorate aus Pisa (1960), Oxford (1966) und Löwen (1955). Er war Ehrenmitglied der französischen und polnischen physikalischen Gesellschaften und der Optical Society of America, deren Mees-Medaille er 1962 erhielt. 1954 erhielt er den Holweck-Preis der französischen und englischen physikalischen Gesellschaften. Seit 1964 war er Mitglied der französischen Akademie der Wissenschaften (Académie des sciences). Daneben war er auch seit 1975 Mitglied der Königlichen Akademie der Wissenschaften von Belgien. 1965 erhielt er die Goldmedaille der CNRS. Außerdem war Kastler Mitglied der American Philosophical Society und der Deutschen Akademie der Naturforscher Leopoldina - Nationale Akademie der Wissenschaften.
1966 erhielt er den Nobelpreis für Physik für seine Entwicklung neuer spektroskopischer Verfahren.
Alfred Kastler war auch ein Dichter und schrieb Europe ma Patrie - Deutsche Lieder eines Französischen Europäers - Librairie Martin Flinker - Paris. 1979 warnte er eindringlich vor den schädlichen globalen Folgen der industriellen Tierzucht (insbesondere für die Länder der Dritten Welt) und wies auf das damit verbundene Tierleid hin.
Im Jahr 1979 wurde Alfred Kastler mit der Wilhelm Exner Medaille ausgezeichnet.
Er war seit 1924 mit der Geschichtslehrerin Elise Cosset verheiratet, mit der er drei Kinder hatte, unter anderem den Physiker Daniel Kastler.

## Veröffentlichungen
- Recherches sur la fluorescence visible de la vapeur de mercure, Paris: Masson 1935
- La diffusion de la lumiére par les milieux troubles; influence de la grosseur des particules, Paris: Hermann 1952
- Oeuvre Scientifique, 2 Bände, Ed. CNRS, 1988
- Optical methods for studying Hertzian resonances, Nobel Lecture 1966
- Kastler Optisches Pumpen als Beispiel internationaler Zusammenarbeit, Physikalische Blätter, August 1967
- Alfred Kastler: Tiere sind unsere biologischen Brüder. In: Unesco-Dienst. Heft 3. 1979.